# Данило Коцевски
Данило Коцевски (на македонска литературна норма: Данило Коцевски) е поет, писател, литературен критик и драматург от Северна Македония.

## Биография
Роден е през 1947 година в град Куманово. Завършва Философския факултет на Скопския университет. Работи за вестник „Млад борец“ и в Македонската радио-телевизия. Главен редактор е на списанието „Разгледи“ и член е на дружеството Независими писатели на Македония и на Македонския ПЕН център. Известен е като хронист на град Скопие със своите статии в „Нова Македония“ и емисиите на Македонската телевизия. Директор е на „Стружките вечери на поезията“.

## Творчество
Критики и есета
- „Да и не“ (1981),
- „За новите тенденции“ (1984),
- „Сепак се движи“ (1985),
- „Критиката како заблуда“ (1988),
- „Поетиката на постмодернизмот“ (1989),
- „Антиномиите на критиката“ (1989),
- „Модерно и постмодерно“ (1993),
- „Постмодерни текови“ (1996),
- „Нови есеи“ (2001),
- „Побуна на интелектуалците“ (2007).

Романи
- „Одисеј“ (1991),
- „Ќе одиме ли кај Џо“ (1992),
- „Јустинијана, градот кој го нема“ (1999),
- „Роман за Ное“ (2003),
- „Пиколомини пред портите на Скопје“ (2005).

Проза
- „Патување за Аркашон“ (1989),
- „Магијата на Скопје“ (1997).

Поезия
- „Каде се раѓа песната“ (1992),
- „Поетовата смрт“ (1995).

Превеждан е на английски, френски, руски, румънски и португалски. Носител е на „Рациново признание“, „13 ноември“ и „Млад борец“.